# Créhange
Créhange település Franciaországban, Moselle megyében. Lakosainak száma 3745 fő (2022. január 1.). Créhange Bambiderstroff, Elvange, Faulquemont, Flétrange, Mainvillers és Tritteling-Redlach községekkel határos.

## Népesség
A település népességének változása:
| Lakosok száma | 3569 | 4017 | 3854 | 3964 | 4021 | 3969 | 3868 | 3871 | 3854 | 3745 |
|               | 1968 | 1982 | 1990 | 2006 | 2013 | 2015 | 2017 | 2019 | 2020 | 2022 |